# Arthur Klemt (Erfinder, 1913)
Arthur Klemt senior (* 1913 in Offenburg; † 1985 in Olching) war ein deutscher Erfinder und Tonbandgeräte-Hersteller in Olching bei München.

## Leben
Das legendäre Hallgerät mit Gesangsverstärker „Echolette“, das viele bekannte Musiker wie zum Beispiel The Beatles oder Chuck Berry in den 1960ern und 1970ern benutzten, wurde von Arthur Klemt viele Jahre in Olching bei München produziert. Noch heute sind die originalen Echolette-Geräte wegen ihres weichen und vollen Sounds begehrte Sammlerstücke.
Auch sein Sohn Arthur Klemt (* 1951) ist ein Erfinder.
| Personendaten    | Personendaten                      |
| ---------------- | ---------------------------------- |
| NAME             | Klemt, Arthur                      |
| KURZBESCHREIBUNG | deutscher Unternehmer und Erfinder |
| GEBURTSDATUM     | 1913                               |
| GEBURTSORT       | Offenburg                          |
| STERBEDATUM      | 1985                               |
| STERBEORT        | Olching                            |